# Tratado Alemania-Corea de 1883
El Tratado Alemania-Corea de 1883 fue negociado entre representantes de Alemania y Corea.

## Antecedentes
En 1876, Corea estableció un tratado comercial con Japón después de que los barcos japoneses se acercaran a Ganghwado y amenazaran con disparar contra la capital coreana. Las negociaciones del tratado con varios países occidentales fueron posibles gracias a la finalización de esta obertura japonesa inicial.
En 1882, los estadounidenses concluyeron un tratado y establecieron relaciones diplomáticas, que sirvieron como plantilla para negociaciones posteriores con otras potencias occidentales.

## Disposiciones del tratado
Los alemanes y coreanos negociaron y aprobaron un tratado de varios artículos con disposiciones similares a las de otras naciones occidentales.
Los ministros de Alemania a Corea fueron nombrados de conformidad con este tratado; y estos diplomáticos fueron: el capitán Zembisch, nombrado el 18 de noviembre de 1884; T. Kempermann, nombrado el 17 de mayo de 1886; H. Weipert, nombrado el 29 de septiembre de 1900.
El tratado permaneció vigente incluso después de que se estableciera el protectorado en 1905.